# Färbertor (Nürnberg)

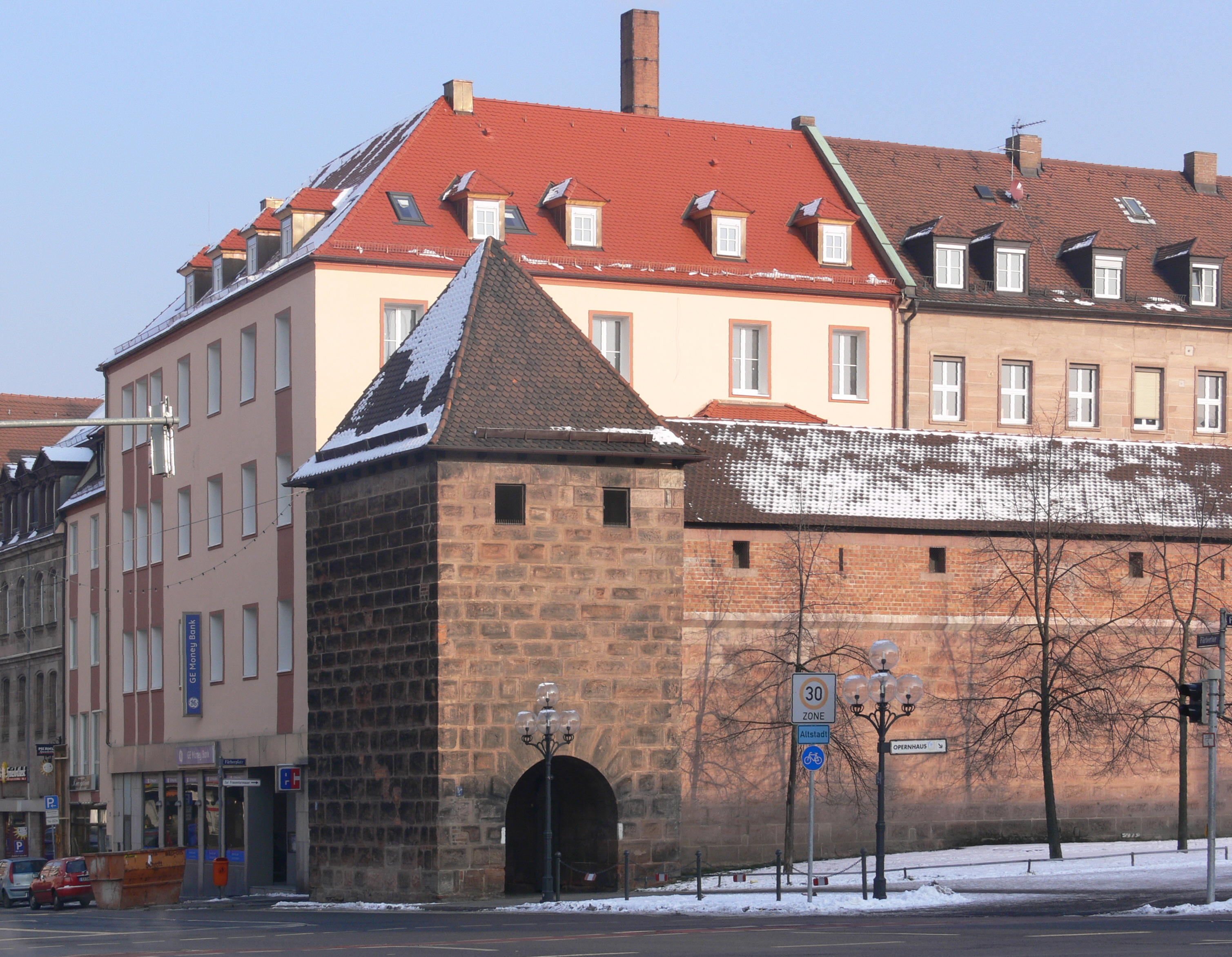
Turm „Rotes H“ am Färbertor in Nürnberg, Blick von Süden

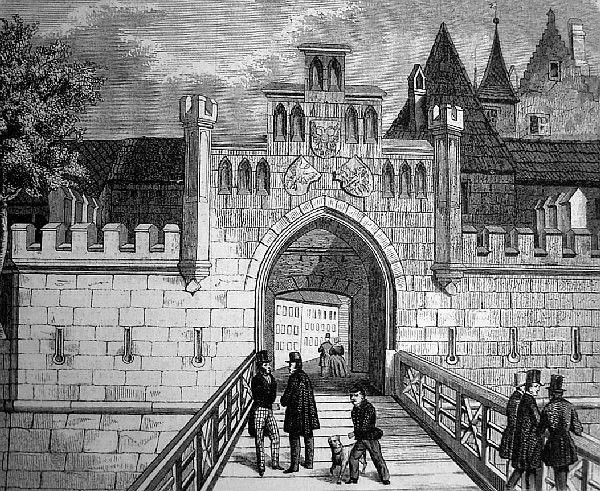
Das 1848 errichtete und 1891 abgerissene Torhaus

Das Färbertor (früher auch Walchthor) war ein Tor durch die Nürnberger Stadtmauer und ist heute einer der Hauptzugänge zur südlichen Nürnberger Altstadt. Heute bezeichnet der Begriff genaugenommen nur eine Lücke in der sich sowohl nach Westen als auch Osten erstreckenden Stadtmauer.

## Geschichte
Bereits zur Zeit der vorletzten Stadtmauer führte beim nicht mehr bestehenden Tuchmacherszwinger das Färbersbrücklein über den damaligen, vorletzten Stadtgraben.
Später wird eine 1540 privat finanzierte, ebenfalls Färbersbrücklein genannte Brücke über den letzten Stadtgraben erwähnt.
Anfang des 19. Jahrhunderts entwickelten sich die südlichen Vorstädte Nürnbergs sehr rasch. Als erste größere Anpassung der Frauentormauer an die Stadtentwicklung wurde 1848 von Bernhard Solger das Färbertor als neugotisches Torhaus errichtet. Es wurde nach der in Nordrichtung verlaufenden und 1809 umbenannten Färberstraße benannt.
1891 wurde das Färbertor wegen des wachsenden Verkehrs wieder abgerissen und der Graben an dieser Stelle aufgeschüttet. 

## Umgebung
Im Zweiten Weltkrieg wurde der alte Turm am ehemaligen Färbertor, „Rotes H“, durch einen Bunker ersetzt.
In den 1960er Jahren wurde der Stadtgraben für die Verbreiterung der Straße „Frauentorgraben“ vom Färbertor bis zum Frauentor zugeschüttet. An der Mauer wurden Parkplätze angelegt. Beim Bau der U-Bahn-Linie U2 und des U-Bahnhofs Opernhaus wurde dieser Grabenabschnitt 1987 wieder freigelegt.